# Botorrita
Botorrita é um município da Espanha na província de Saragoça, comunidade autónoma de Aragão. Tem 19,8 km² de área e em 2021 tinha 516 habitantes (densidade: 26,1 hab./km²).
Era conhecida como Contrebia Balaisca durante o período romano.

## Demografia
| Variação demográfica do município entre 1991 e 2004 | Variação demográfica do município entre 1991 e 2004 | Variação demográfica do município entre 1991 e 2004 | Variação demográfica do município entre 1991 e 2004 |
| --------------------------------------------------- | --------------------------------------------------- | --------------------------------------------------- | --------------------------------------------------- |
| 1991                                                | 1996                                                | 2001                                                | 2004                                                |
| 465                                                 | 467                                                 | 482                                                 | 471                                                 |